# Fouace vendéenne
 (décembre 2012).
Si vous disposez d'ouvrages ou d'articles de référence ou si vous connaissez des sites web de qualité traitant du thème abordé ici, merci de compléter l'article en donnant les références utiles à sa vérifiabilité et en les liant à la section « Notes et références ».
La fouace vendéenne, écrit aussi fouasse, est une pâtisserie fabriquée à base de farine, de sucre, d’œufs, de beurre, de fleur d'oranger et d'eau-de-vie. C'est une spécialité régionale de Vendée à la texture assez dense et moelleuse.